# 221B Baker Street

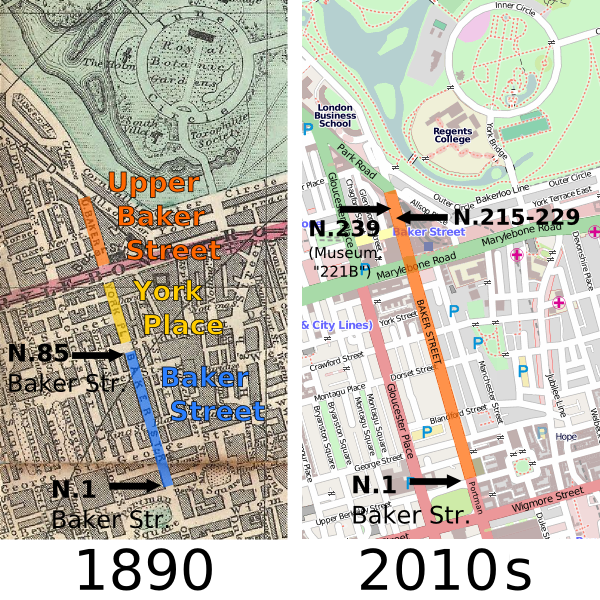
Entwicklung der Baker Street (London) zwischen 1890 und heute. Einige Orte und Sehenswürdigkeiten sind verzeichnet. N.1 markiert den Beginn der Straße. N.85 war 1890 die letzte ungerade Hausnummer der Baker Street (bis 1930). N.215–229 ist gegenwärtig ein Bürogebäude, das die Hausnummer 221 mit einschließt. N.239 ist das Sherlock Holmes Museum mit „221B“ über der Tür.

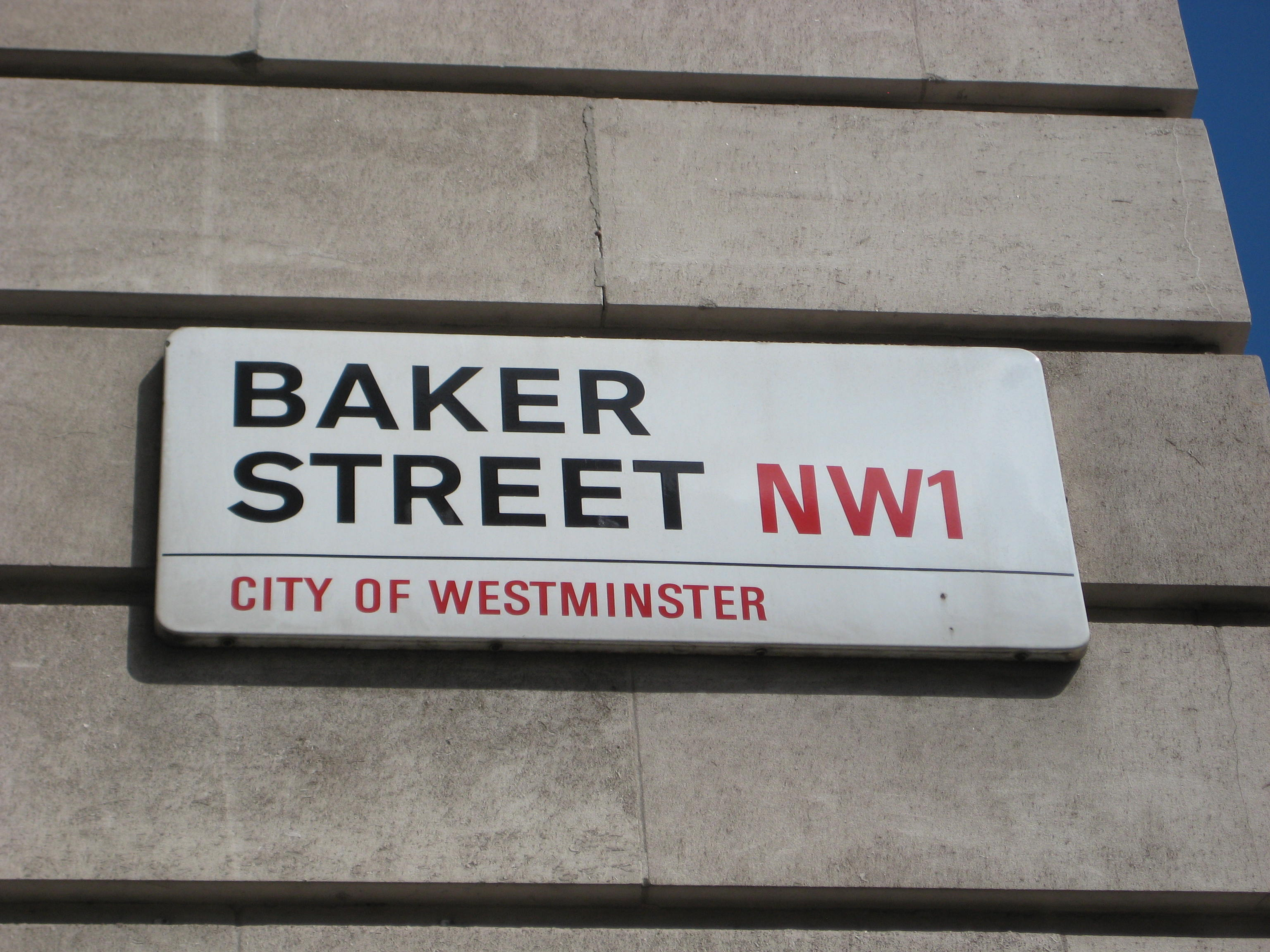
Straßenschild der Baker Street

221B Baker Street ist die Londoner Adresse des fiktiven Romandetektivs Sherlock Holmes, erfunden vom Autor Sir Arthur Conan Doyle. Im Vereinigten Königreich zeigen Postadressen mit einer Nummer gefolgt von einem Buchstaben eine eigene Adresse in einem größeren Gebäude an, zumeist einem Wohnbau. Die Baker Street war zu Holmes’ Zeiten ein nobler Wohnbezirk und Holmes’ Appartement war möglicherweise Teil eines georgianischen Reihenhauses.
Zur Zeit der Veröffentlichung der Holmes-Romane gingen die Adressen in der Baker Street nicht bis zur Hausnummer 221. Die Baker Street wurde erst später erweitert und 1932 zog die Abbey National Building Society in das Gebäude bei 219–229 Baker Street. Die Abbey National beschäftigte für viele Jahre einen eigenen Sekretär, um alle an Sherlock Holmes adressierten Briefe zu beantworten. Im Jahr 1990 wurde eine Blue Plaque mit der Angabe „221b Baker Street“ am Sherlock Holmes Museum angebracht, welches anderswo im selben Block residiert und woraufhin ein 15 Jahre andauernder Streit zwischen Abbey National und dem Holmes Museum losbrach, wer das Recht besitze, an 221B Baker Street adressierte Post zu empfangen. Seit der Schließung von Abbey House im Jahr 2005 wurde die vom Holmes Museum geführte Adresse nicht mehr beanstandet, trotz dessen eigentlicher Lage zwischen Hausnummer 237 und 241 in der Baker Street.

## Doyles Intentionen

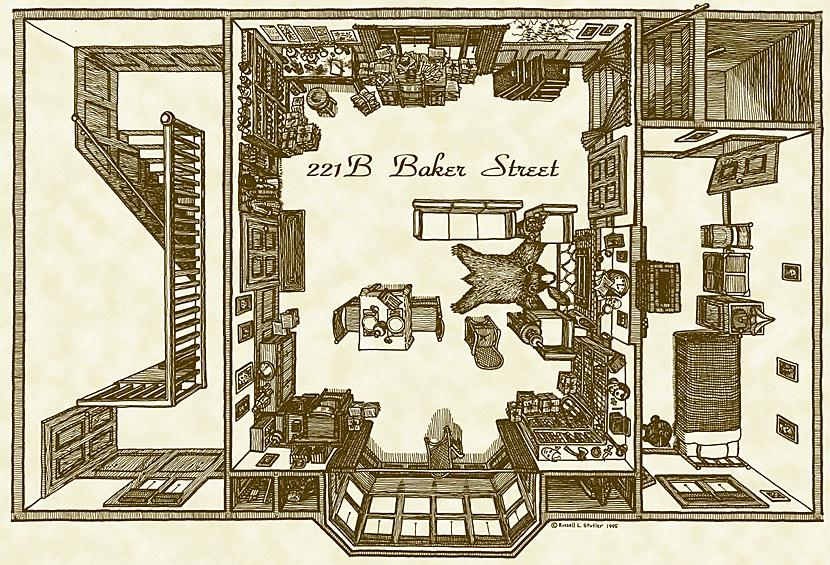
221B Baker Street (Rekonstruktion)

Als die Sherlock-Holmes-Geschichten zum ersten Mal veröffentlicht wurden, gingen die Straßennummern in der Baker Street nur bis 100. Doyle wählte für den Ort seines Helden die höhere Straßennummer, vermutlich um einer möglichen Beeinträchtigung eines tatsächlich existierenden Wohnsitzes einer Person vorzubeugen.
Der Abschnitt nördlich der Marylebone Road, nahe dem Regent’s Park, war zu Doyles Lebenszeit bekannt als Upper Baker Street. In seinem ersten Manuskript hatte Doyle das Haus von Holmes in die Upper Baker Street gesetzt, was ein deutliches Anzeichen dafür ist, dass er die Lage des Hauses dort lokalisiert hätte.
Auch andere alternative Theorien existieren, wo sich die originale 221B befunden haben mag. Einen Orientierungspunkt liefert unter anderem das leere „Camden House“, das sich der Kurzgeschichte Das leere Haus zufolge direkt gegenüber auf der anderen Straßenseite befand. Letztlich soll jedoch keines der bekannten Gebäude gänzlich den Kriterien aus den Geschichten entsprechen.

## Abbey National
Als die Gebäude an den Straßen in den 1930er Jahren neu nummeriert wurden, erhielt ein Art-déco-Gebäude, das unter dem Namen „Abbey House“ bekannt war, die ungeraden Zahlen 215 bis 229. Dieses Haus war 1932 für die Abbey Road Building Society erbaut worden und wurde von dieser Gesellschaft und ihrem Rechtsnachfolger (der anschließend zur Abbey National plc firmierte) bis ins Jahr 2002 genutzt.
2018 wurde anhand von Gerichtsunterlagen sowie den Panama Papers bekannt, dass das Gebäude zumindest zum Teil Verwandten des Präsidenten Kasachstans Nursultan Nasarbajew gehörte.

### Sekretär für Sherlock Holmes
Praktisch von sofort an erhielt die Gesellschaft Korrespondenz von Sherlock-Holmes-Fans aus der ganzen Welt – und zwar in solchen Ausmaßen, dass zur Bearbeitung ein permanenter Sekretär für Sherlock Holmes (englisch The Secretary to Sherlock Holmes) ernannt wurde. Der bekannte Holmes-Forscher Richard Lancelyn Green stellte ein Buch mit den interessantesten Briefen zusammen.

### Andenken
Anfang der 1980er Jahre fanden Renovierungsarbeiten am Gebäude statt. In den ersten Phasen der dazu vorgenommenen Umbauarbeiten wurden tausende relativ gut erhaltene Ziegel entfernt, mit der Prägung 221B versehen, und vor Ort an Interessierte für 2 £ das Stück verkauft. Die Erlöse wurden anlässlich des Internationalen Jahres der Behinderten an fünf verschiedene Wohltätigkeitsorganisationen gespendet.

### Bronzetafel
Eine Bronzetafel an der Vorderseite von Abbey House zeigte Sherlock Holmes’ Silhouette mit einem Zitat aus dem Roman Eine Studie in Scharlachrot darunter. Sie war am 7. Oktober 1985 von Holmes-Schauspieler Jeremy Brett enthüllt worden. Gegen Ende der 2000er wurde sie wegen anstehender Malerarbeiten an der Außenfassade des Gebäudes entfernt. Der weitere Verbleib dieser Tafel ist gegenwärtig nicht bekannt.

### Bronzestatue
1999 sponserte Abbey National, anlässlich ihrer 150-jährigen Gründungsgeschichte, die Errichtung einer Bronzestatue von Sherlock Holmes, die oberirdisch am Eingang zur U-Bahn-Station Baker Street steht.

## Das Sherlock-Holmes-Museum

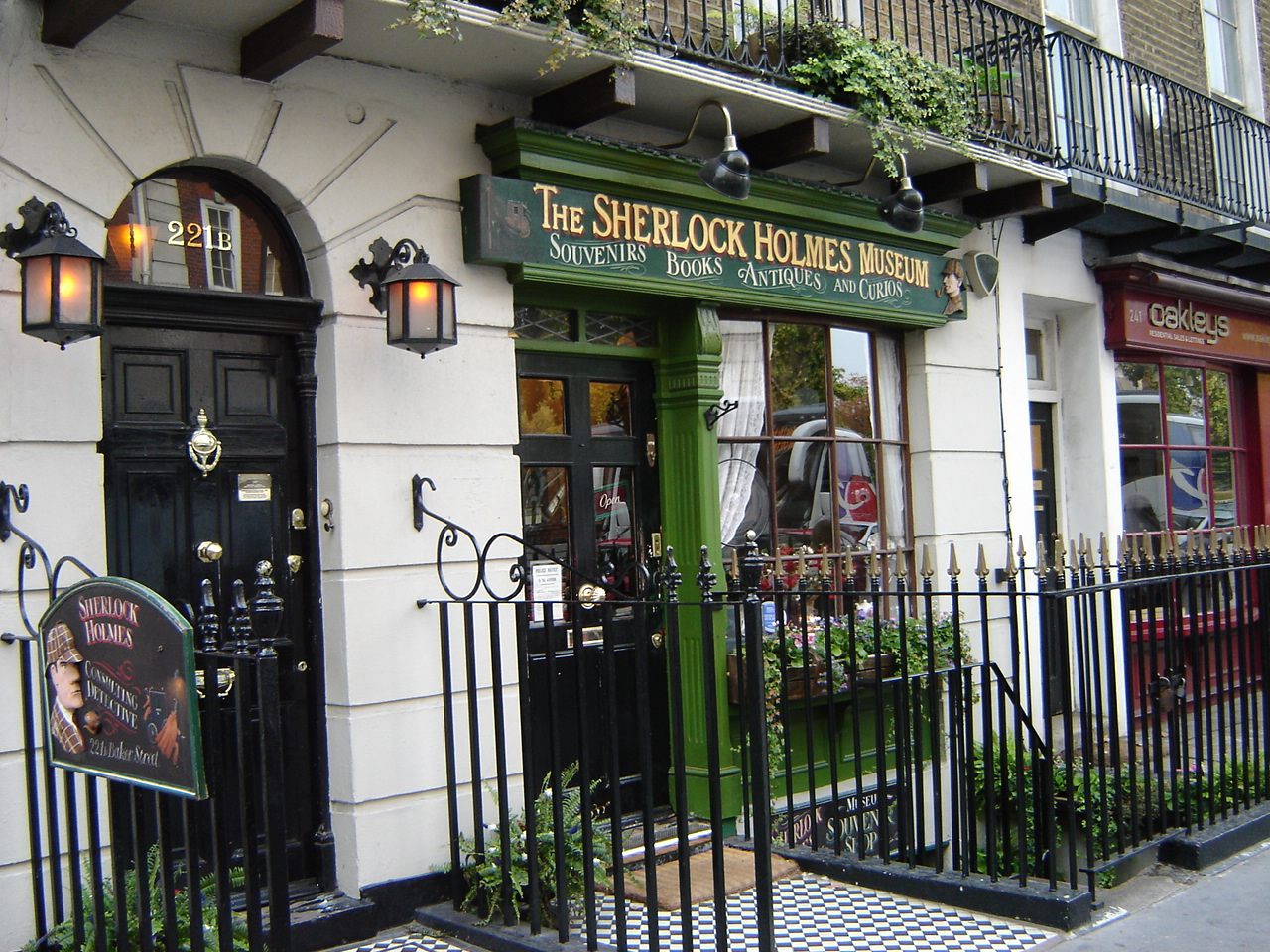
The Sherlock Holmes Museum

The Sherlock Holmes Museum ist innerhalb eines denkmalgeschützten Stadthauses aus dem Jahr 1815 angesiedelt, sehr ähnlich wie in den Geschichten beschrieben, und befindet sich zwischen 237 und 241 Baker Street. Es zeigt Ausstellungsstücke in Period Rooms, Wachsfiguren sowie Holmes-Devotionalien. Und als Highlight des Museums: Das berühmte Wohnzimmer mit Ausblick auf die Baker Street.
Die Straßennummer 221B wurde dem Sherlock-Holmes-Museum am 27. März 1990 zugeordnet, als die Vorsitzende des Westminster Stadtrats, Lady Shirley Porter, eine auf die Adresse 221B Baker Street hinweisende Blue Plaque enthüllte. Sie war dazu eingeladen worden, das Gebäude im Zuge der Eröffnung des Museums umzunummerieren.

## Gaststätte The Sherlock Holmes

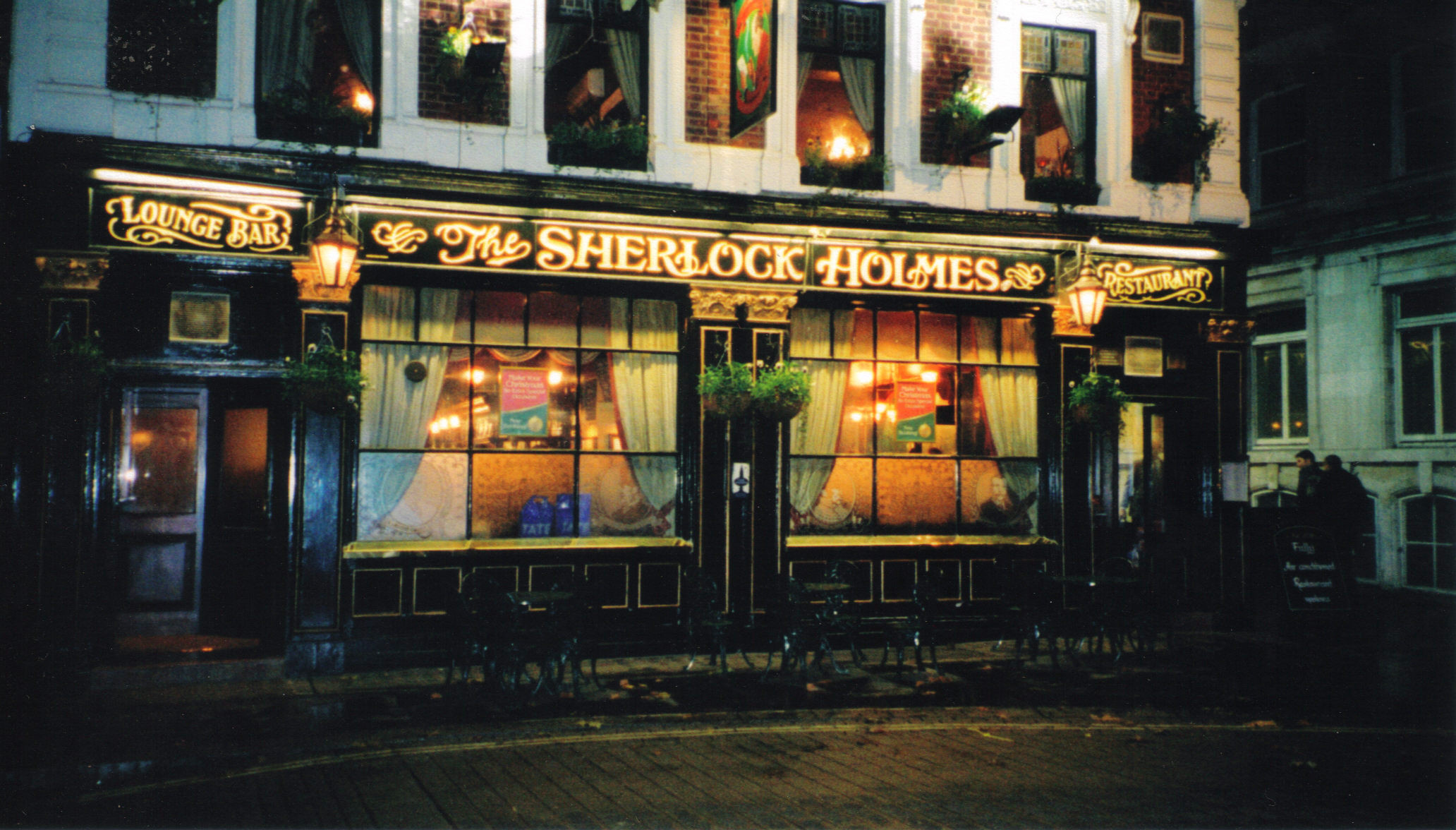
Gaststätte „The Sherlock Holmes“

Eine andere Version von Sherlock Holmes’ Apartment befindet sich in der Gaststätte „The Sherlock Holmes“ in der 10 Northumberland Street nahe dem Bahnhof London Charing Cross. Ursprünglich war es ein kleines Hotel, genannt Northumberland Arms, wurde jedoch unter dem gegenwärtigen Namen im Dezember 1957 renoviert wiedereröffnet. Die Besitzer, Whitbread & Co, gelangten 1957 in den Besitz der gesamten Sherlock-Holmes-Ausstellung, die von der Marylebone Borough Library und Abbey National für das Festival of Britain im Jahr 1951 zusammengetragen worden war. Die Gaststätte wurde in einem spätviktorianischen Stil restauriert, und die Ausstellung (eine detaillierte Replika von Holmes’ fiktivem Apartment) wurde im ersten Stock untergebracht.

## Hommagen
- Dr. Gregory House, aus der Serie Dr. House, lebt in 221 Baker Street, Apartment B, Princeton, NJ, 08542.
- Shinichi Kudo, der Protagonist der Detektiv-Conan-Serie von Gosho Aoyama, wohnt in 2/21B Beika (transkribiert zu Baker im Englischen) Street. Auch viele andere Orientierungspunkte und Markennamen in der Serie zollen der berühmten Adresse Tribut, einschließlich der Teitan Elementary School, in die Conan Edogawa zur Schule geht.
- In dem 26. abendfüllenden Zeichentrickfilm der Walt-Disney-Studios lebt der Protagonist Basil, der große Mäusedetektiv ebenfalls in der Baker Street 221B.